# Brachycorythis ovata
Brachycorythis ovata är en orkidéart som beskrevs av John Lindley. Brachycorythis ovata ingår i släktet Brachycorythis och familjen orkidéer.

## Underarter
Arten delas in i följande underarter:
- B. o. ovata
- B. o. schweinfurthii
- B. o. welwitschii